# FBC Derthona
Der Derthona FBC (offiziell: Derthona Foot Ball Club) ist ein italienischer Fußballverein aus der  Stadt Tortona in der Region Piemont in Norditalien. Die Vereinsfarben sind Schwarz und Weiß als klare Anlehnung an die damaligen stärksten Clubs aus Italien Pro Vercelli (weiß) und Casale Calcio (schwarz). Der Klub setzte damit ein klares Zeichen, dass er ebenfalls große Ambitionen hatte.
Der Klub spielte zuletzt in den 1930er Jahren in der zweitklassigen Serie B.

## Ehemalige Spieler
- Maurizio D’Angelo
- Lorenzo Balestro
- Benedetto Gola
- Luís Oliveira
- Manuel Pasqual

## Ehemalige Trainer
- Angelo Domenghini
- Michelangelo Rampulla
- Béla Révész